# Cimetière de Ruskeasanta
Le cimetière de Ruskeasanta (finnois : Ruskeasannan hautausmaa) est un cimetière situé dans le quartier de Ruskeasanta à Vantaa en Finlande,.

## Présentation
Le cimetière Le cimetière de Ruskeasanta est un cimetière paroissial de Vantaa situé à Ruskeasanta, Vantaa. 
Le cimetière a été inauguré en 1887 et agrandi en 1934. 
L'adresse du cimetière est Ruskeasannatie 2, Vantaa.
Le cimetière a été conçu par K. F. Eklund. La zone des urnes a été conçue par le bureau d'architectes paysagers Byman & Ruokonen et l'architecte de la nouvelle zone achevée en 2019 était Petra Björkman de Tähtiranta Infra.
Le cimetière abrite la chapelle de Ruskeasanta achevée en 1927 et un tombeau où reposent des héros tombés pendant la Seconde Guerre mondiale entre 1939 et 1944.

## Galerie

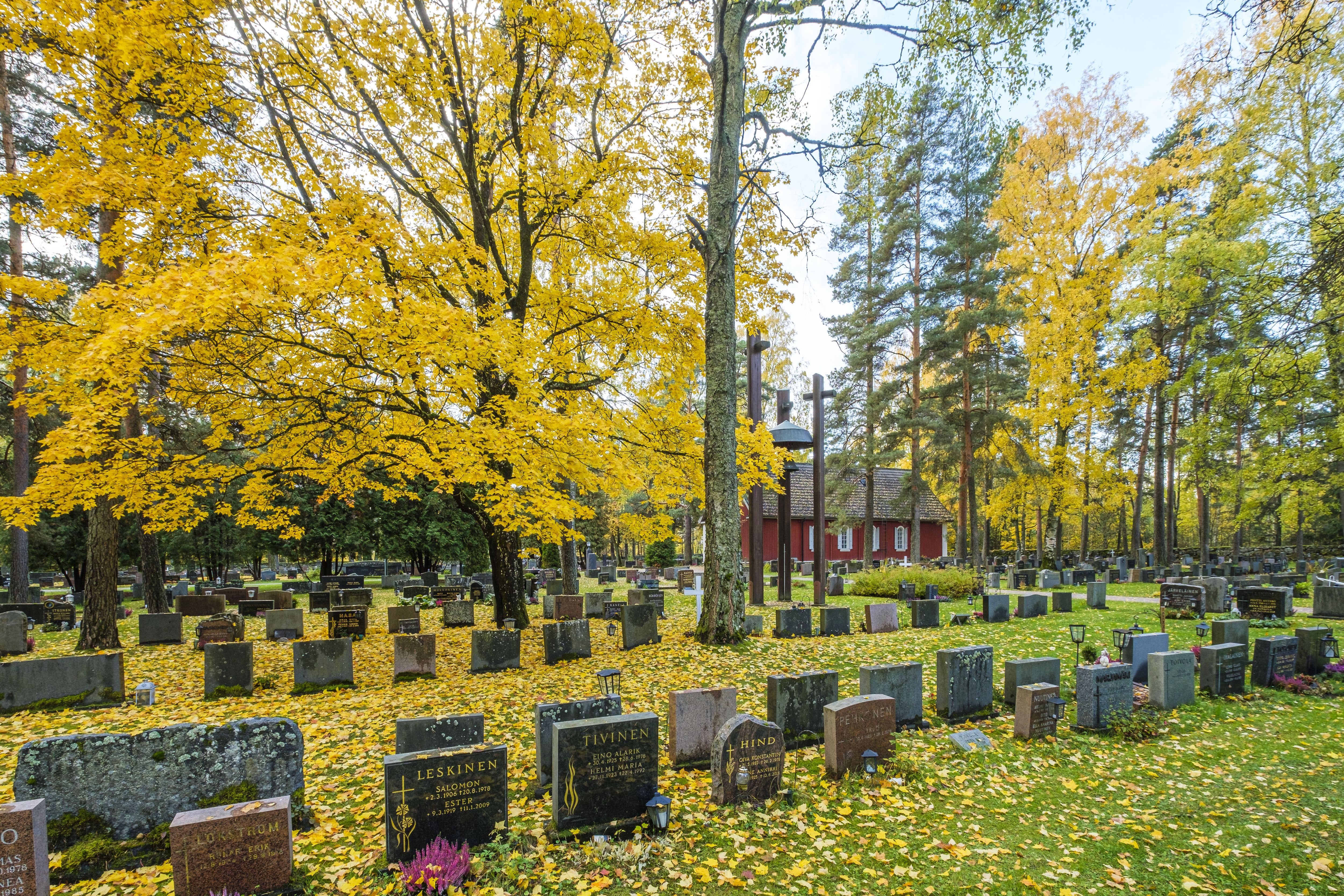
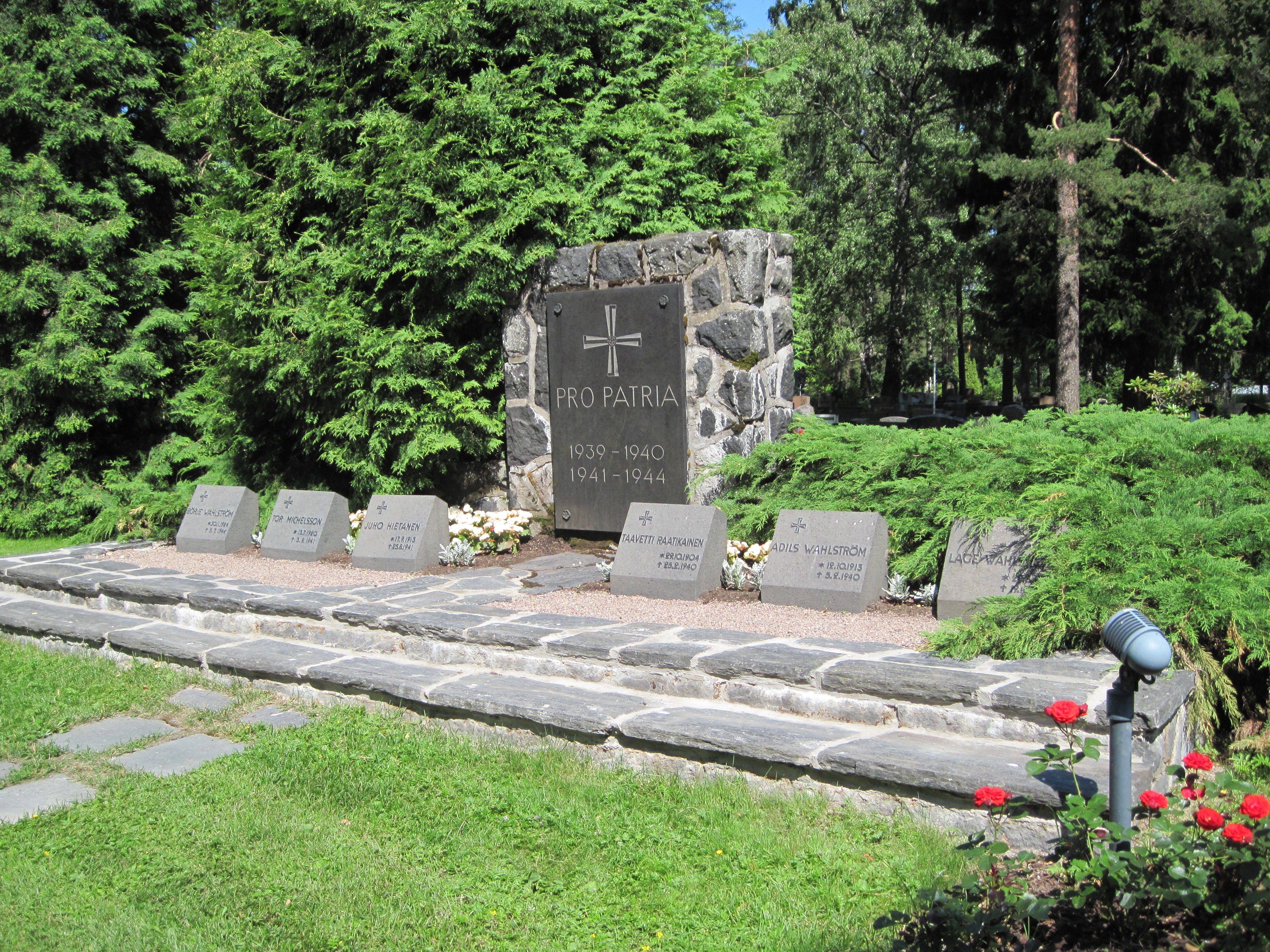